# Familyradio

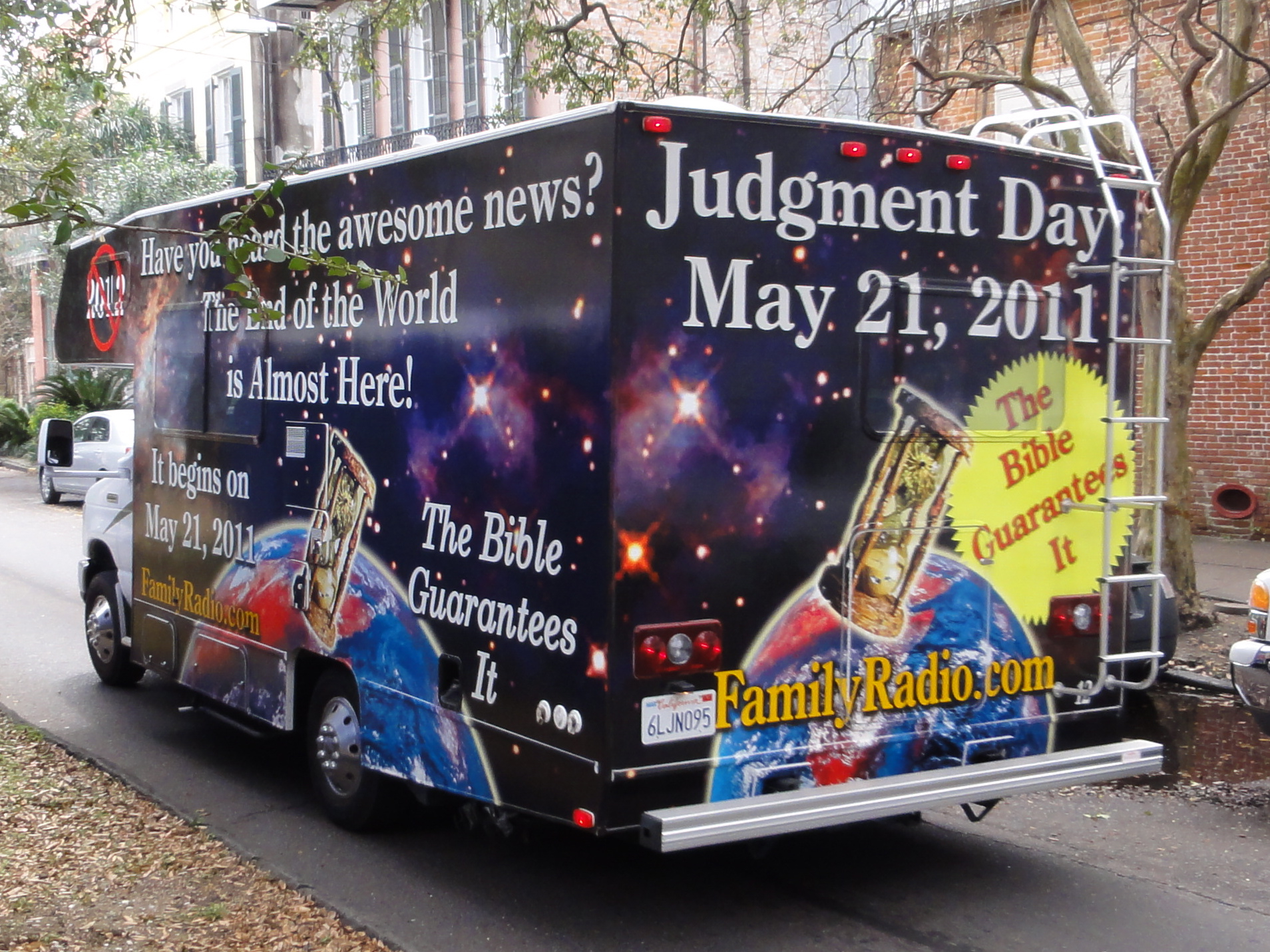
Wohnmobil von Familyradio in New Orleans

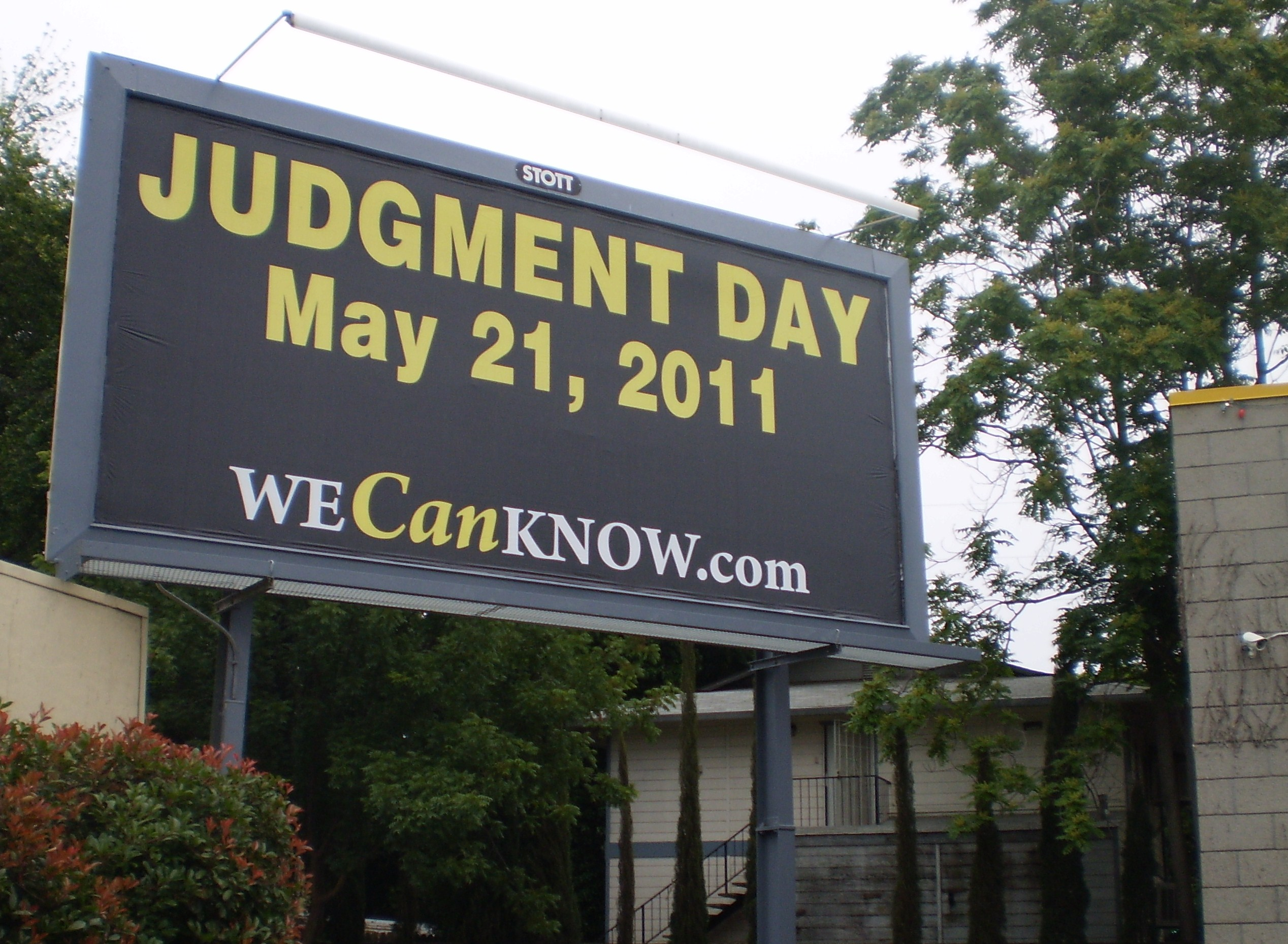
Plakat von Familyradio in Chico, Kalifornien

Familyradio ist ein christliches Radio-Netzwerk in Oakland, Kalifornien, USA. Gegründet wurde es 1959. Weltweit bekannt wurde die Station aber erst in den 1970er Jahren durch die internationalen Sendungen (darunter auch eine deutschsprachige) über WYFR in Okeechobee, Florida, und durch Endzeitvorhersagen von Harold Camping. Familyradio finanziert sich hauptsächlich durch Spenden seiner Hörer und war nie an eine Konfession gebunden.

## Geschichte
Im Jahr 1958 traten die Familyradio-Gründer Harold Camping, Lloyd Lindquist und Richard H. Palmquist von der Reformierten Kirche zusammen, um eine UKW-Radiostation in San Francisco zu kaufen und dort christliche Sendungen zu verbreiten. Camping verkaufte dazu sein Baugeschäft und mit dem Erlös kaufte er Kear-FM in San Francisco. Nach monatelangen Vorbereitungen ging Familyradio am Mittwoch, den 4. Februar 1959, erstmals auf Sendung.
In den 1960er-Jahren erwarb die Missionsgesellschaft und gemeinnützige Organisation Family Radio sechs weitere UKW- und sieben AM-Sender. Die meisten Programme wurden in Oakland vorab produziert, auf Tonband aufgezeichnet und zu den jeweiligen lokalen Stationen gesendet. Beliebte Sendungen waren unter anderem „The Quiet Hour“ mit John Arthur, „The Morning Clock“ mit Omar Andeel, „Live-Musik By Ken Boone“ und „Nachtwache“ mit Jerry Edinger. 1972 mietete Familyradio Sendezeit für christliche Sendungen nach Übersee bei WNYW an und 1973 übernahm Familyradio diese Station vollständig. Das Rufzeichen wurde in WYFR (We’re Your Family Radio) geändert und die Sendeanlage neu in Okeechobee, Florida, aufgebaut. Die Erkennungsmelodie waren die ersten acht Takte von O Gott, Dir sei Ehre, die ein Bläserquintett spielte. Ab 1977 gab es auch Sendungen nach Europa, darunter auch eine deutsche, und ab den späten 1980er-Jahren kamen auch Sendungen über Satellit hinzu. Für Europa gab es zeitweise auch Ausstrahlungen über Relaisstationen in Russland und Moldawien (Transnistrien).
Ab den 1990er Jahren entfernte sich diese Mission immer mehr von der kirchlichen Lehre und verbreitete Campings Sonderlehren über das Kirchenzeitalter und diverse Endzeitvorhersagen, z. B. die Entrückung am 21. Mai 2011 und der Jüngste Tag am 21. Oktober 2011. Mitarbeiter, die daraufhin diese Radiomission verließen, wurden nicht mehr ersetzt. Als auch diese Ereignisse nicht eintrafen, zog sich Camping immer mehr zurück. Von den hohen Kosten der Endzeit-Kampagne hat sich Familyradio nie mehr richtig erholt und verkaufte nach und nach seine Sendeanlagen, 2013 auch die Station WYFR in Florida. Die Satellitensendungen gab es noch bis 2014, dann war auch hier Schluss. Geblieben ist noch eine Website mit Livestream (englisch) und diversen Programmen sowie Sendungen über KEAR AM 610 in San Francisco. Außerdem gibt es noch einige Sendungen in asiatischen, sowie in spanischer Sprache über WRMI Florida.

## Das deutsche Programm
Seit den 1980er-Jahren gab es auch eine deutsche Sendung bei Familyradio. Diese bestand zu einem großen Teil aus Bibellesungen von Wolfgang Neumann aus der „Deutschen Audiobibel“ (eine, von Familyradio produzierte Hörbibel nach der Lutherbibel), und den Sendungen „Etwas für die Familie von heute“, „Gott und Wissenschaft“ mit Hans Kaluza, „Die Bibelstudie“ mit Harry Schmidt sowie samstags den „Hörerbriefkasten“. Moderiert wurde dieses Programm von Julie Hesse, begleitet von religiöser Musik. Zeitweise waren auch Programme von anderen deutschsprachigen Missionswerken zu hören. Auch im deutschen Programm von Familyradio zogen nach und nach die Sonderlehren von Harold Camping ein, die ins Deutsche übersetzt wurden. Die deutsche Stimme von Camping war Arndt Peltner.
Ein kleiner Teil dieser Sendungen, aber die komplette Audiobibel zum Hören standen auf der deutschen Website von Familyradio noch bis 2019 zur Verfügung.